# Людмила Елкова
Людмила Кръстева Елкова е  българска юристка и политик. Директор на дирекция „Данъчна политика“ в Министерството на финансите (2002 – 2009). Ръководител на работна група „Данъчна политика“ в процеса на присъединяването на България към ЕС. Член на съвета на директорите на Българската фондова борса - София. Съучредител на Движение „България на гражданите“ на Меглена Кунева. Заместник-министър на финансите в правителството на Пламен Орешарски.

## Биография
Людмила Елкова е родена на 22 март 1973 година в Стара Загора. Завършва средно образование в 22-ро СОУ „Георги С. Раковски“ в София, а след това специалност „Право“ в УНСС.
През 2000 г. започва работа като юрисконсулт „Преки данъци и фискална интеграция“ в Министерството на финансите. През 2002 г. става директор на Дирекция „Данъчна политика“ на Министерството на финансите, отговаря за планиране, прогнозиране и отчитане на приходите в бюджета, за данъчното законодателство, за хармонизация на българското данъчно законодателство с това на ЕС, както и за счетоводните практики на реалния сектор. В края на 2009 г. напуска Министерството на финансите.
През юни 2013 г. е назначена за заместник-министър на финансите в правителството на Пламен Орешарски.
От края на 2018 г. е член на Управителния съвет на БНБ.